# Tectaria heracleifolia
Tectaria heracleifolia là một loài thực vật có mạch trong họ Dryopteridaceae. Loài này được (Willd.) Underw. miêu tả khoa học đầu tiên năm 1906.